# Xarxa multicanal
Una xarxa multicanal (en anglès multi-channel network, abreujat MCN) és una organització que treballa amb plataformes de vídeo com ara YouTube per oferir als amos dels canals ajuda en "el producte, la programació, el finançament, la promoció creuada, la gestió dels socis, la gestió dels drets digitals, la monetització i les vendes, i el desenvolupament d'audiències" a canvi d'un percentatge dels ingressos publicitaris del canal.

## Origen del nom
El nom multi-channel network ("xarxa multicanal") el va encunyar l'extreballador de YouTube Jed Simmons, segons consta perquè als directius de YouTube no els agradava l'expressió simple network ("xarxa"). Abans del 2014, les diverses empreses havien utilitzat molts noms per referir-s'hi, com ara online video studio ("estudi de vídeo en línia", OVS), internet television company ("empresa de televisió per Internet", ITC), YouTube network ("xarxa de YouTube") o simplement network ("xarxa").
Al seu torn, les subxarxes (sub-networks) de les xarxes multicanal es coneixen com a subMCNs (SMCN), virtual networks ("xarxes virtuals", VN), proprietary networks ("xarxes de propietat", PN) o content distribution networks ("xarxes de distribució de continguts", CDN).

## Objectiu
Les xarxes multicanal tenen un compte al sistema de gestió de continguts de YouTube, i permeten als amos de canals amb què signen un contracte utilitzar-ne les funcions de monetització (per obtenir ingressos amb els vídeos), bloqueig (per evitar l'accés a determinats vídeos, per exemple segons el país) i rastreig (per veure les estadístiques de les "repujades" i dels vídeos que infringeixen els drets d'autor).
S'ha descrit aquesta mena d'empreses com una manera d'"evitar-se les molèsties de buscar-te tu mateix les oportunitats publicitàries al lloc web". Els anunciants que treballen amb les xarxes multicanal poden pagar per serveis com ara els anuncis superposats, l'emplaçament de productes i els patrocinis dins dels programes, amb la intenció d'aconseguir una exposició múltiple, el suport per part de personalitats de YouTube, i un increment de la participació de l'audiència, especialment en comparació amb els anuncis de televisió, que sovint s'ignoren o se salten.

## Avantatges i inconvenients
Els avantatges i els inconvenients d'associar-se amb una xarxa multicanal els han debatut diversos creadors de YouTube d'alt nivell, entre altres Hank Green i Freddie Wong, a més de YouTube mateix.
Els avantatges possibles són:
- Accés a eines de creació i publicació de vídeos[10]
- Màrqueting i promoció[11]
- Accés a instal·lacions de producció i edició[12]
- Un cost per mil (CPM) més alt[13]
- Accés a projectes i famosos de mitjans tradicionals[14]
- Llicències de música amb drets d'autor, per fer versions o com a música ambiental[15][16][17]
- Esdeveniments en directe i marxandatge[18]

Tanmateix, hi ha hagut diverses polèmiques protagonitzades per les xarxes de YouTube. Per exemple, s'ha criticat que Machinima hagi utilitzat contractes perpetus. Els problemes contractuals amb Machinima de Ben Vacas, conegut a la comunitat de YouTube com a 'Braindeadly', van atreure l'atenció dels mitjans el gener del 2013. Segons s'estipulava al contracte, Vacas donava permís a Machinima per posar anuncis als seus vídeos i a canvi rebria un percentatge dels guanys obtinguts. No obstant, el contracte també indicava que això era "perpètuament", és a dir, que Machinima tindria drets sobre qualsevol contingut creat per Vacas que hagués estat publicat al canal de YouTube que hi havia associat, durant tota la vida de Vacas, detall que li va passar per alt.
Athene, un youtuber molt popular, va criticar Machinima al començament del 2013 per "intimidar (...) diversos socis" perquè signessin un contracte que els abaixaria significativament el cost per mil, i va anomenar-lo "un dels pitjors acords d'Internet" i va aconsellar els seus subscriptors no "signar amb Machinima" perquè podrien aconseguir un tracte millor amb altres xarxes.

## Adquisicions
Hi ha hagut diverses adquisicions dins de la indústria de les xarxes multicanal. Al començament del 2014, Disney va comprar Maker Studios per 500 milions de dòlars, i DreamWorks Animation va comprar Big Frame a través de AwesomenessTV per 15 milions de dòlars. El juny del 2013, RTL Group va invertir 36 milions de dòlars a BroadbandTV Corp.